# Réciprocité (relations internationales)
Pour les articles homonymes, voir Réciprocité.
Dans les relations internationales et traités internationaux, le principe de réciprocité énonce que les faveurs, avantages ou sanctions qui sont accordés par un État aux citoyens ou personnes morales d'un autre État, doivent être restitués en nature.
Par exemple, la réciprocité est utilisée dans la réduction des droits de douane, l'octroi de droits d'auteur aux auteurs étrangers, la reconnaissance mutuelle et l'exécution des jugements, et l'assouplissement des restrictions de voyage et des exigences de passeport.
Le principe de réciprocité régit également les accords d'extradition.

## Réciprocités spécifique et diffuse
Plusieurs théoriciens ont établi une distinction entre les formes spécifiques de réciprocité et la "diffuse reciprocity" ou « réciprocité diffuse » en français (Keohane 1986). Alors que la réciprocité spécifique est illustrée par les négociations commerciales internationales, comme suggéré ci-dessus, la réciprocité diffuse indique une institutionnalisation plus large de la confiance. Grâce à une coopération cohérente dans une société internationale, les États sont perçus comme établissant des normes de comportement généralement acceptées. Ces normes générales exercent leur propre pression normative sur l'action de l'État, contribuant au développement d'obligations à long terme entre États qui mettent l'accent sur la coopération. Ainsi, dans un système de réciprocité diffuse, les États n'ont pas besoin de rechercher le bénéfice immédiat garanti par la réciprocité spécifique, mais peuvent agir avec la certitude que leurs actions de coopération seront récompensées à long terme.